# Raša (Ístria)
Raša (em italiano:  Arsia) é um município da Croácia, situado no condado da Ístria. Tem 79,02 km² de área e sua população em 2011 foi estimada em 3.183 habitantes.